# Hélène Zimmer
Pour les articles homonymes, voir Zimmer.
Hélène Zimmer est une scénariste, réalisatrice et romancière française née en 1989.

## Biographie

### Enfance et formation
Hélène Zimmer naît en 1989 et grandit dans les Yvelines. Elle vit une enfance modeste, aux côtés de sa mère, Anne Zimmer, comédienne engagée dans le théâtre forum (méthode permettant de résoudre des conflits à travers le jeu d'acteur).
À l'adolescence, elle est plusieurs fois exclue des établissements scolaires qu'elle fréquente. Elle finit par intégrer une section sport études, puis des classes préparatoires à l'Ecole normale supérieure.
Après quelques rôles en tant qu'actrice, elle reprend ensuite des études de lettres,.

### Carrière

#### Cinéma
Elle commence par jouer dans plusieurs films, comme dans Q, un film de Laurent Bouhnik sorti en 2011 qui traite de sexualité et d'amour,. Mais le métier d'actrice ne l'intéresse pas. Ainsi, lorsqu'une directrice de casting lui propose de jouer dans un film de Benoît Jacquot, elle se déplace pour expliquer à ce dernier qu'elle ne souhaite plus être actrice mais qu'elle écrit un scénario. Le cinéaste le lit, l'apprécie et l'envoie à Kristina Larsen, productrice des Films du lendemain qui produira le film.
En 2015, elle réalise donc son premier long-métrage dédié à l'adolescence : À 14 ans,. Le film est en compétition lors du Festival Premiers plans d'Angers 2015. « Hélène Zimmer signe un premier film délicat sur l'éducation sentimentale de lycéennes des Yvelines face au machisme ambiant. », « C’est la vérité du film qui frappe. Les ados n’ont pas été polies par la caméra, leurs mots sont crus et documentés », peut-on respectivement lire dans Le Monde et Libération à propos du film,. Elle obtient le prix spécial du jury lors du Festival du film de Tribeca 2015 organisé à New York.
La même année, elle coscénarise le Journal d'une femme de chambre de Benoît Jacquot, avec Léa Seydoux,,. Le film est nommé au César 2016 pour le César de la meilleure adaptation.

#### Littérature
En 2017, parait son premier roman, Fairy Tale, aux Editions P.O.L. Le livre raconte l'histoire d'une famille en proie à des difficultés financières alors que le père, qui a perdu son emploi, arrive bientôt en fin de droits au chômage. La mère décide donc de l'inscrire à une émission de téléréalité qui permet aux chômeurs de retrouver un emploi,. Le livre remporte le Prix Marie-Claire 2017. « Hélène Zimmer est une extralucide. Son monde se lit peau à peau, cœur à cœur. Apreté sociale et économique, cris, nerfs et téléréalité. Son héroïne est une résistante qui jamais n’abandonne l’usage de la vie ni celui de l’amour. » précise Nina Bouraoui.
En 2019 parait Vairon, un roman sur une jeune mère quittant sa campagne pour Paris au début du XXe siècle. Celle-ci aspire à l'anarchisme et au féminisme radical,.
En 2023, elle publie Dans la Réserve. Le livre est finaliste du Prix du roman d'Écologie 2024, remporté par Clara Arnaud,,. Il raconte la vie de trois personnages luttant contre le capitalisme et le dérèglement climatique. Ils se confrontent à un mur érigé entre les espèces protégées et le reste du territoire par La Wild French Réserve (WFR).
Parallèlement, elle publie quelques articles dans des journaux comme Libération.

## Œuvre littéraire

### Romans
- 2017 : Fairy Tale (Editions P.O.L)
- 2019 : Vairon (Editions P.O.L)
- 2023 : Dans la Réserve (Editions P.O.L)

## Filmographie

### Réalisatrice
- 2015 : À 14 ans[4],[7],[1]

### Scénariste
- 2015 : Journal d'une femme de chambre de Benoît Jacquot[4]
- 2015 : À 14 ans[4],[7],[1]

### Actrice
- 2009 : L'Absente de Ruben Amar : Diane[21]
- 2010 : Un certain dimanche de Tatiana-Margaux Bonhomme : Gabrielle[21]
- 2011 : Q[3]

## Distinctions

### Nominations et récompenses
- Tribeca Film Festival (New York) 2015 : prix spécial du Jury pour À 14 ans[8]
- César 2016 : nomination pour le César de la meilleure adaptation pour Journal d'une femme de chambre[10]
- Prix Marie-Claire 2017 pour Fairy Tale[13]
- Finaliste du Prix du roman d'Écologie 2024 pour Dans la Réserve[16],[17]